# Radna stanica
Radna stanica je vrlo učinkovito računalo za jednog korisnika koji se uglavnom koristi za grafiku, CAD, razvoj softvera, financijske i znanstvene aplikacije te druge procesorski intenzivne obrade, i ima sljedeće značajke:(a) prosječno vrijeme između kvarova (MTBF) je barem 15 000 sati;(b) podržava kod za ispravljanje grešaka (error-correcting code, ECC) i/ili međumemoriju. Posjeduje barem tri od sljedećih pet značajka: 1) dopunsko napajanje za vrhunsku grafiku (tj. 12-voltno napajanje priključenog perifernog uređaja putem međuspoja PCI- E 6-pin); 2) 2. njegov je sustav ožičen za barem × 4 PCI-E na matičnoj ploči uz utor(e) za grafičke kartice i/ili PCI-X potporu;3. ne podupire grafiku ujednačenog pristupa memoriji UMA („uniform memory access”);4. ima barem pet utora PCI, PCI-E ili PCI-X;5. može omogućiti višeprocesorsku podršku za barem dva CPU-a (mora podupirati fizički odvojena podnožja/ležišta CPU-a, tj. odvojeno od podrške za jedan višejezgreni CPU). Postoje prijenosne radne stanice.